# Полуимпериал — пять рублей золотом 1895 года
Полуимпериал — пять рублей золотом 1895 года — монета из золота, чеканившийся на Санкт-Петербургском монетном дворе во времена правления Николая II. Является донативной монетой. На аверсе данной монеты изображён правый профильный портрет Николая II, на реверсе — герб Российской империи — двуглавый орёл.

## История
С 1895 по 1898 год была проведена денежная реформа, которая предполагала чеканку монет без сокращения веса в империалах, но их массовое производство не было исполнено. Однако в 1895 году чеканится полуимпериал — пять рублей золотом, относящийся к разряду донативных монет.

### Описание
Эта монета была выполнена из золота 900 пробы; её диаметр составляет 21,4 мм, а вес равен 6,45 г, чистого золота — 5,81. На гурте надпись «ЧИСТАГО ЗОЛОТА 1 ЗОЛОТНИКЪ 34,68 ДОЛИ (А•Г)».
На аверсе полуимпериала изображён правый профильный портрет Николая II. Круговая надпись: «Б. М.НИКОЛАЙ II ИМПЕРАТОРЪ И САМОДЕРЖЕЦЪ ВСЕРОСС». Зубчатый ободок расположен по краю. На реверсе изображён герб Российской империи конца XIX века — императорский орёл в точечном ободке. Круговая надпись: «✿ ПОЛУИМПЕРІАЛЪ ✿ 5 РУБЛЕЙ ЗОЛОТОМЪ. 1895 Г»ю Зубчатый ободок расположен по краю.
Помимо 1895 года, данная монета чеканилась в 1896 году. Разновидности у полуимпериала отсутствуют (Биткин #320/R3).
| Полуимпериал — пять рублей золотом Николая II | Полуимпериал — пять рублей золотом Николая II | Полуимпериал — пять рублей золотом Николая II | Полуимпериал — пять рублей золотом Николая II | Полуимпериал — пять рублей золотом Николая II | Полуимпериал — пять рублей золотом Николая II |
| Год                                           | Номер по каталогу Биткина                     | Ориентировочная редкость по каталогу Биткина  | Разновидность                                 | Описание разновидности                        | Тираж                                         |
| --------------------------------------------- | --------------------------------------------- | --------------------------------------------- | --------------------------------------------- | --------------------------------------------- | --------------------------------------------- |
| 1895                                          | #320                                          | R3                                            | —                                             | —                                             | 36                                            |
| 1896                                          |                                               | R3                                            | —                                             | —                                             | 36                                            |